# ゴンズイ (植物)
ゴンズイ（権萃、学名: Euscaphis japonica) は、ミツバウツギ科ミツバウツギ属に属する落葉小高木。山地に生える。秋に実る果実が真っ赤でよく目立ち、熟すと裂けて中から黒い種子を出す。

## 名称
和名「ゴンズイ」の由来には諸説あり、判然としない。植物学者の清水建美 (1997) は以下の4説を挙げている。
- 役に立たない魚のゴンズイになぞらえて、それと同様に材が役に立たないため。[3]
- 熊野権現の守り札を付ける牛王杖（ごおうづえ）がなまったもの。この杖を本種で作ったため。
- 赤い果実から真っ黒の種子が出るのが天人の「五衰の花」を思わせることから（中村浩の説）。
- ミカン科の植物であるゴシュユに似ていることから（深津正の説）。

「日本の植物学の父」ともよばれる牧野富太郎 (1961) は魚のゴンズイ説を採り、本種にかつてニワウルシ（やはり役に立たない木）と混同されたことを根拠としてあげている。
なお、沖縄ではミハンチャギ、ミィハジキーなどの方言名が伝わる。果実が裂けることに関するものと思われる。
中国名は「野鴉椿」。

## 分布と生育環境
日本では本州の関東地方（茨城県）から富山県より西、四国、九州、琉球列島に産する。日本国外では朝鮮南部、台湾北部、及び中国中部に分布する。山地に自生し、二次林や林縁部に生える。

## 特徴
落葉広葉樹の小高木。高さは普通3 - 6メートル (m) だが、時に10 mに達する。樹皮は紫黒色や黒緑色を帯びた灰褐色で、細長い割れ目状の皮目が縦に走って割れ目が入る。樹皮の白い縦の筋は次第に黒っぽくなる。一年枝は緑褐色や紫褐色で太く、無毛で白い線形の皮目がある。普通は頂芽ができず、1対の仮頂芽から有花枝、あるいは無花枝を伸ばして成長する。さらに側芽から枝を伸ばすことは少ない。有花枝は2 - 3対の葉と、先端に花序を付け、無花枝は2 - 3対の葉のみを付ける。
葉は対生し、奇数羽状複葉で全体の長さは10 - 30センチメートル (cm) 、幅は6 - 12 cm。葉柄は長さ3 - 10 cmあり、複葉の軸とともに無毛。小葉の葉柄は、側小葉では長さ2 - 12ミリメートル (mm) 、頂小葉ではより長くて2 - 3 cm、短い毛がある。時に頂小葉がない場合がある。小葉の葉身は狭卵形で、長さ4 - 9 cm、幅2 - 5 cm、硬くて表面につやがあり、先端は尖り、基部は丸みを帯びるかやや広い楔形。裏面の中脈や側脈の上に短い毛がある。葉縁には細かい鋸歯がある。秋に紅葉するが、日当たりのよい木では、しばしば葉全体が濃い紫色になる。これは、葉緑素の色素がなかなか抜けず、アントシアニンの赤い色素と重なって紫色に見える現象で、やがて緑色が抜ければ赤色や橙色になる。
花期は5 - 6月。枝先から出る円錐花序は長さ15 - 20 cmで、よく分枝して多数の花をつける。花は淡黄緑色で、径4 - 5 mm。花柄は長さ1 - 2 mm、萼裂片と花弁はいずれも楕円形で長さ約2 mm。雄蕊、雌蕊は花弁とほぼ同長、子房は2室ないし3室からなり、同数の柱頭と花柱が互いに接着する。
果期は9 - 10月。果実は袋果で半月形、1つの花から1 - 3個生じ、長さ1 - 1.3 cmになる。これは子房の心皮がその数だけに裂け、反り返ったものである。果実の各部分は肉質で熟すると赤くなり、鎌形に曲がって反転し、太い条がある。それが裂けると中から1 - 3個の種子が顔を出す。裂けて見える子房の内側も鮮紅色で美しい。種子はほぼ球形で径約5 mm、黒色で強い光沢がある。また、種子は当初、赤い仮種皮に包まれている。葉や実には臭気がある。
冬芽は鱗芽で、芽鱗は暗紅紫色で2 - 4枚つく。枝先に仮頂芽が2個、または1個つき、側芽は枝に対生する。葉痕は半円形で、維管束痕が7 - 9個輪状に並ぶ。

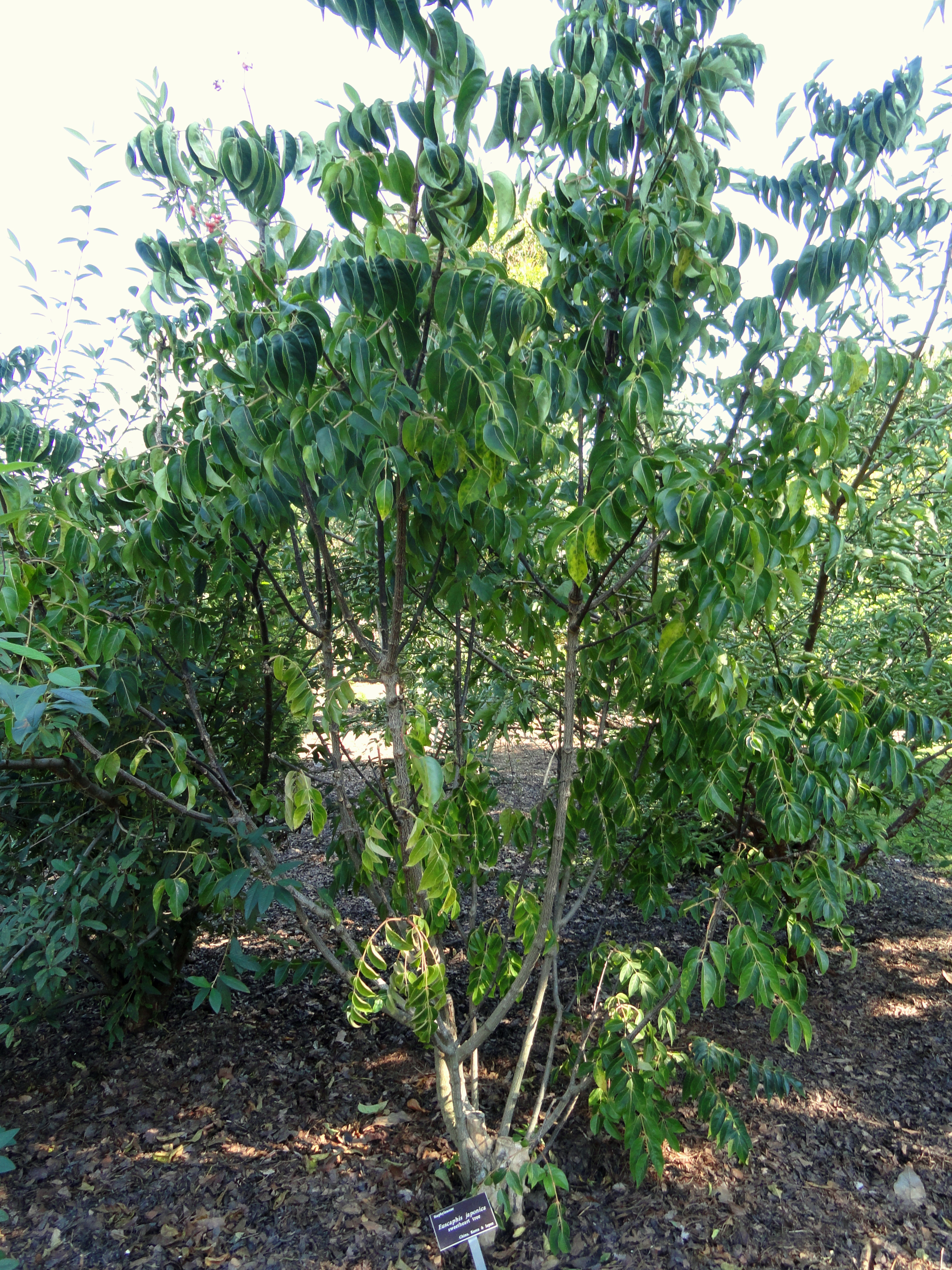
樹の様子
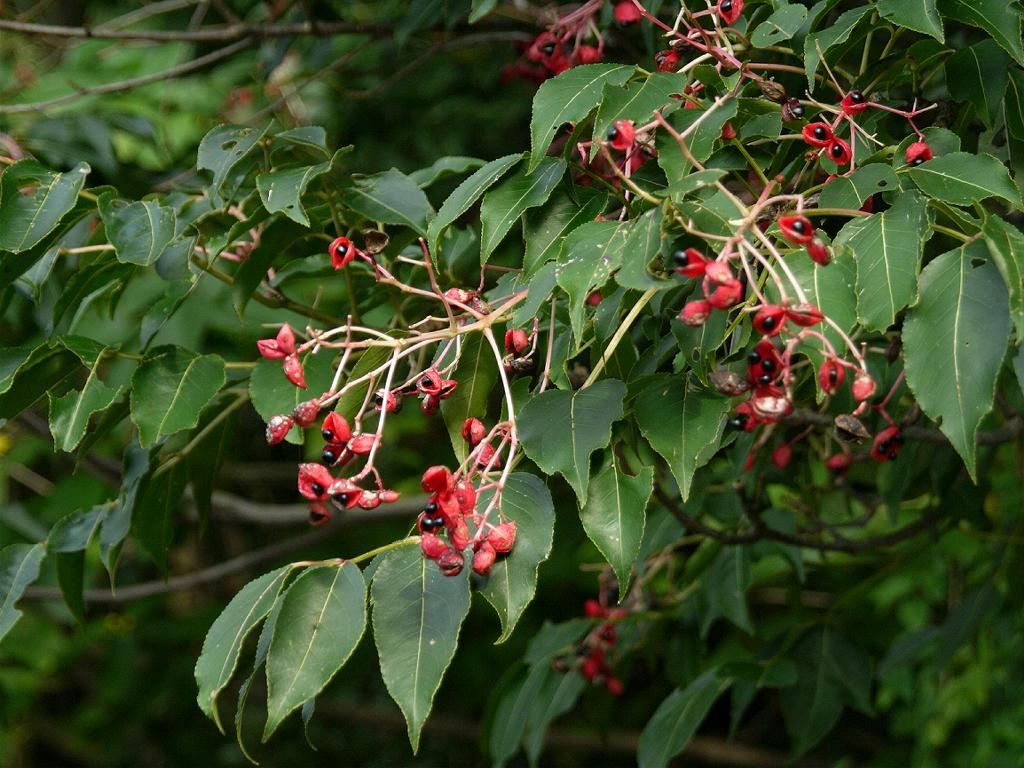
種子がはみ出て見える

## 分類
本種は1種のみでゴンズイ属を成す。その所属するミツバウツギ科には伝統的には5属が含まれ、そのうち日本に産する3種のうち残り2種、ミツバウツギとショウベンノキは、はそれぞれミツバウツギ属 Staphylea とショウベンノキ属 Turpina に含まれ、この3属をまとめてミツバウツギ亜科とする。AGPIIIではこの亜科をもってミツバウツギ科としている。そのうちショウベンノキ属は果実が肉質で裂開しない。ミツバウツギ属はやはり袋果を付け、裂開するが基部で互いに癒合して上部のみが開き、本属のように全部が裂けることはない。また本属では種子には仮種皮があるが、ミツバウツギ属ではそれがない。
種内変異としては以下のものがある。
- E. japonica var. lanata：タネガシマゴンズイ

種子島に見られ、小葉の裏面に綿毛が一面にある。
また、果実が赤くならず白くなるものがまれにあり、これはシロゴンズイ f. eburnea とよばれる。

## 利用
材は黄白色で、軽く柔らかいが割れにくい。材としての利用価値はない。キクラゲ栽培の原木には使える。沖縄で枝をお祭りの際に使用したと言う。
庭園樹などとして栽培されることがある。若芽は食用になり、茹でてお浸しなどにされる。中国では果実や種子を腹痛や下痢止めとして用いる。